# Liste der denkmalgeschützten Objekte in Gmunden
Die Liste der denkmalgeschützten Objekte in Gmunden enthält die 138 denkmalgeschützten, unbeweglichen Objekte der Bezirkshauptstadt Gmunden im oberösterreichischen Bezirk Gmunden.

## Denkmäler
| Foto |                 | Denkmal | Standort                                                  | Beschreibung | Metadaten |
| ---- | --------------- | --- | --------------------------------------------------------- | --- | --- |
| ja   | Datei hochladen | Bürgerhaus, Gasthaus HERIS-ID: 59708 Objekt-ID: 71239 | Am Graben 10 Standort KG: Gmunden                         | | BDA-Hist.: Q38088394 Status: Bescheid Stand der BDA-Liste: 2025-06-30 Name: Bürgerhaus, Gasthaus GstNr.: .114 |
| ja   | Datei hochladen | Bildstock, Bauernkriegsäule HERIS-ID: 94114 Objekt-ID: 109247                                                                                             | Am Graben 14 Standort KG: Gmunden                         | Stadtrichter Johann Ziepel hat 1628 diese Säule „Zur Erinnerung an die Bedrängnisse der Stadt Gmunden durch den Bauernkrieg 1626 und deren glückl. Abwehr“ errichten lassen. | BDA-Hist.: Q37763496 Status: § 2a Stand der BDA-Liste: 2025-06-30 Name: Bildstock, Bauernkriegsäule GstNr.: 293/30 Gmunden Bauernkriegsäule                                                                                 |
| ja   | Datei hochladen | Spitalkirche hl. Jakob HERIS-ID: 52140 Objekt-ID: 58401                                                                                                   | bei An der Traunbrücke 1 Standort KG: Gmunden             | Die Bürgerspitalkirche St. Jakob wurde bereits 1343 urkundlich erwähnt. Sie diente auch als Hauskirche und Begräbnisstätte der Beamten des kaiserlichen Salzamtes. | BDA-Hist.: Q38049388 Status: § 2a Stand der BDA-Liste: 2025-06-30 Name: Spitalkirche hl. Jakob GstNr.: .4/1 Spitalkirche hl. Jakob, Gmunden                                                                                 |
| ja   | Datei hochladen | Kalvarienbergkapelle HERIS-ID: 52146 Objekt-ID: 58421 | Anton Bruckner-Straße 9, in der Nähe Standort KG: Gmunden | Ein Kirchlein an dieser Stelle wurde aufgrund von Verschanzungen 1813 während der Franzosenkriege abgerissen. 1819 erfolgte ein Neubau; 1895 erhielt die Kapelle nach Um- und Zubauten ihre jetzige Gestalt. | BDA-Hist.: Q38049433 Status: § 2a Stand der BDA-Liste: 2025-06-30 Name: Kalvarienbergkapelle GstNr.: .326 Kalvarienbergkapelle Gmunden                                                                                      |
| ja   | Datei hochladen | Bürgerhaus, Biedermeierstöckl HERIS-ID: 37914 Objekt-ID: 37335                                                                                            | Anton v. Satori-Straße 9 Standort KG: Gmunden             | | BDA-Hist.: Q37977957 Status: Bescheid Stand der BDA-Liste: 2025-06-30 Name: Bürgerhaus, Biedermeierstöckl GstNr.: .242 |
| ja   | Datei hochladen | Wohnhaus, ehem. Veranstaltungshalle HERIS-ID: 96347 Objekt-ID: 111832                                                                                     | Anton v. Satori-Straße 27 Standort KG: Gmunden            | Um Raum für größere Veranstaltungen zu haben, wurde der Schuppler-Stadl in der Satoristraße während der Zeit des Nationalsozialismus zu einer Veranstaltungshalle umgebaut und bot nun eine große Bühne sowie eine Vielzahl von Sitz- und Stehplätzen. In den Jahren 1948/49 wurde die sogenannte „Koglhalle“ in ein Wohnhaus umgestaltet. | BDA-Hist.: Q37767790 Status: § 2a Stand der BDA-Liste: 2025-06-30 Name: Wohnhaus, ehem. Veranstaltungshalle GstNr.: .388 |
| ja   | Datei hochladen | Ehem. k.k. Post- und Telegraphendirektion HERIS-ID: 83003 Objekt-ID: 96864                                                                                | Badgasse 1 Standort KG: Gmunden                           | | BDA-Hist.: Q38179692 Status: Bescheid Stand der BDA-Liste: 2025-06-30 Name: Ehem. k.k. Post- und Telegraphendirektion GstNr.: .123                                                                                          |
| ja   | Datei hochladen | Miethaus HERIS-ID: 88264 Objekt-ID: 102807 | Badgasse 5 Standort KG: Gmunden                           | An dem Haus ist eine Gedenktafel für Béla Bartók angebracht, da er hier im August 1903 sein Werk Kossuth vollendet hat. | BDA-Hist.: Q37724679 Status: § 2a Stand der BDA-Liste: 2025-06-30 Name: Miethaus GstNr.: .121 Badgasse 5 (Gmunden) |
| ja   | Datei hochladen | Wasserturm der ehem. Brauerei Haginger HERIS-ID: 45364 Objekt-ID: 46661                                                                                   | Bräuhausstraße 21 Standort KG: Gmunden                    | In der Brauerei Gmunden, die 1868 gegründet worden ist, wurde das Gmundner Bier gebraut. Die Brauerei Gmunden wurde 1969 an die Brau AG verkauft und wenig später stillgelegt. Der Wasserturm wurde im Jahr 1925 vom Architekten Julius Schulte errichtet. | BDA-Hist.: Q38015361 Status: Bescheid Stand der BDA-Liste: 2025-06-30 Name: Wasserturm der ehem. Brauerei Haginger GstNr.: .467                                                                                             |
| ja   | Datei hochladen | Wohnhaus, ehem. Museum HERIS-ID: 99164 Objekt-ID: 115215                                                                                                  | Esplanade 5 Standort KG: Gmunden                          | | BDA-Hist.: Q37773708 Status: Bescheid Stand der BDA-Liste: 2025-06-30 Name: Wohnhaus, ehem. Museum GstNr.: .174/1 |
| ja   | Datei hochladen | Bürgerhaus, ehem. Weberhaus HERIS-ID: 45755 Objekt-ID: 47183                                                                                              | Franz Josef-Platz 9 Standort KG: Gmunden                  | | BDA-Hist.: Q38017458 Status: Bescheid Stand der BDA-Liste: 2025-06-30 Name: Bürgerhaus, ehem. Weberhaus GstNr.: .165 |
| ja   | Datei hochladen | Bürgerhaus HERIS-ID: 37872 Objekt-ID: 37280 | Franz Karl Fellinger-Gasse 5 Standort KG: Gmunden         | | BDA-Hist.: Q37977529 Status: Bescheid Stand der BDA-Liste: 2025-06-30 Name: Bürgerhaus GstNr.: .33 |
| ja   | Datei hochladen | Pestkapelle HERIS-ID: 104380 Objekt-ID: 121168 | bei Herakhstraße 39 Standort KG: Gmunden                  | Bei der Pestkapelle oberhalb des Bräuhausberges wurden 1625 die an der Pest Verstorbenen beerdigt. Der von dieser Seuche verschont gebliebene Rauchfangkehrer Pößkraut ließ sie aus Dank 1714 über dem Grab dieser Pesttoten errichten. | BDA-Hist.: Q37800136 Status: § 2a Stand der BDA-Liste: 2025-06-30 Name: Pestkapelle GstNr.: 240/2 |
| ja   | Datei hochladen | Bundeshandelsakademie und -handelsschule HERIS-ID: 91473 Objekt-ID: 106256seit 2014                                                                       | Joh. Ev. Habert-Straße 5 Standort KG: Gmunden             | | BDA-Hist.: Q37755574 Status: Bescheid Stand der BDA-Liste: 2025-06-30 Name: Bundeshandelsakademie und -handelsschule GstNr.: .515                                                                                           |
| ja   | Datei hochladen | Schule HERIS-ID: 52139 Objekt-ID: 58399 | Joh. Ev. Habert-Straße 7 Standort KG: Gmunden             | | BDA-Hist.: Q38049369 Status: § 2a Stand der BDA-Liste: 2025-06-30 Name: Schule GstNr.: .404/1 Neue Mittelschule Gmunden-Stadt                                                                                               |
| ja   | Datei hochladen | Finanzamt HERIS-ID: 88382 Objekt-ID: 102952 | Johann Tagwerker-Straße 2 Standort KG: Gmunden            | | BDA-Hist.: Q37725273 Status: Bescheid Stand der BDA-Liste: 2025-06-30 Name: Finanzamt GstNr.: .549 |
| ja   | Datei hochladen | Wohnhaus HERIS-ID: 99150 Objekt-ID: 115200 | Johann Tagwerker-Straße 6 Standort KG: Gmunden            | Das Wohngebäude in der Johann-Tagwerker-Straße 6 beherbergte früher die Städtische Sicherheitswache und die Naturalverpflegstation. Die Stuckatur, die darauf hinweist, ist mit dem Gmundner Wappen verziert und befindet sich oberhalb des Haupteingangs. | BDA-Hist.: Q37773680 Status: § 2a Stand der BDA-Liste: 2025-06-30 Name: Wohnhaus GstNr.: .402 Ehemalige Städtische Sicherheitswache und Naturalverpflegestation, Gmunden                                                    |
| ja   | Datei hochladen | Bürgerhaus HERIS-ID: 89520 Objekt-ID: 104152 | Johannes-Gasse 6 Standort KG: Gmunden                     | | BDA-Hist.: Q37738389 Status: Bescheid Stand der BDA-Liste: 2025-06-30 Name: Bürgerhaus GstNr.: .39 |
| ja   | Datei hochladen | Hochreservoire der Erzherzogin-Maria-Valerie-Wasserleitung HERIS-ID: 100187 Objekt-ID: 116405                                                             | Kalvarienbergweg Standort KG: Gmunden                     | Das Erzherzogin-Marie-Valerie-Wasserwerk am Gmundner Kalvarienberg wurde 1892 erbaut und 1992 renoviert. | BDA-Hist.: Q37775615 Status: § 2a Stand der BDA-Liste: 2025-06-30 Name: Hochreservoire der Erzherzogin-Maria-Valerie-Wasserleitung GstNr.: .724 Erzherzogin-Marie-Valerie-Wasserwerk, Gmunden                               |
| ja   | Datei hochladen | Bürgerhaus, Salzfertiger- und Herbergshaus HERIS-ID: 37874 Objekt-ID: 37283                                                                               | Kammerhofgasse 3 Standort KG: Gmunden                     | | BDA-Hist.: Q37977546 Status: Bescheid Stand der BDA-Liste: 2025-06-30 Name: Bürgerhaus, Salzfertiger- und Herbergshaus GstNr.: .70 Kammerhofgasse 3 (Gmunden)                                                               |
| ja   | Datei hochladen | Salzfertigerhaus/Lebzelterhaus HERIS-ID: 37875 Objekt-ID: 37284                                                                                           | Kammerhofgasse 4 Standort KG: Gmunden                     | | BDA-Hist.: Q37977554 Status: Bescheid Stand der BDA-Liste: 2025-06-30 Name: Salzfertigerhaus/Lebzelterhaus GstNr.: .71 |
| ja   | Datei hochladen | Bürgerhaus, Salzfertigerhaus HERIS-ID: 37876 Objekt-ID: 37285                                                                                             | Kammerhofgasse 5 Standort KG: Gmunden                     | | BDA-Hist.: Q37977564 Status: Bescheid Stand der BDA-Liste: 2025-06-30 Name: Bürgerhaus, Salzfertigerhaus GstNr.: .69/1 |
| ja   | Datei hochladen | Bürgerhaus HERIS-ID: 37877 Objekt-ID: 37286 | Kammerhofgasse 6 Standort KG: Gmunden                     | | BDA-Hist.: Q37977575 Status: Bescheid Stand der BDA-Liste: 2025-06-30 Name: Bürgerhaus GstNr.: .2/3 Kammerhofgasse 6 (Gmunden)                                                                                              |
| ja   | Datei hochladen | Salzfertigerhaus/ehem. Herbergs- und Gasthaus zum goldenen Anker HERIS-ID: 37878 Objekt-ID: 37287                                                         | Kammerhofgasse 7 Standort KG: Gmunden                     | | BDA-Hist.: Q37977585 Status: Bescheid Stand der BDA-Liste: 2025-06-30 Name: Salzfertigerhaus/ehem. Herbergs- und Gasthaus zum goldenen Anker GstNr.: .68                                                                    |
| ja   | Datei hochladen | Ehem. Kammerhof, Mauthaus HERIS-ID: 87151 Objekt-ID: 101537                                                                                               | Kammerhofgasse 8 Standort KG: Gmunden                     | Der gesamte Gebäudekomplex des Kammerhofes ging schon 1870 in den Besitz der Stadt Gmunden über. Im Laufe der Jahre wurde das Gebäude u. a. für Wohnungen, Geschäfte sowie als Dienststelle der städtischen Polizei genutzt. Seit 2008 befinden sich die K-Hof Kammerhof Museen Gmunden in dem Gebäude, unter anderem das Klo & So Sanitärmuseum. | BDA-Hist.: Q37718782 Status: § 2a Stand der BDA-Liste: 2025-06-30 Name: Ehem. Kammerhof, Mauthaus GstNr.: .2/1 Kammerhof (Gmunden)                                                                                          |
| ja   | Datei hochladen | Figurenbildstock hl. Johannes Nepomuk HERIS-ID: 104382 Objekt-ID: 121170                                                                                  | bei Kammerhofgasse 8 Standort KG: Gmunden                 | Eine barocke Nepomuk-Statue aus dem 18. Jahrhundert an der Traunbrücke (beim Kammerhof). | BDA-Hist.: Q37800148 Status: § 2a Stand der BDA-Liste: 2025-06-30 Name: Figurenbildstock hl. Johannes Nepomuk GstNr.: 1/1 Statue John of Nepomuk, Traunbrücke, Gmunden                                                      |
| ja   | Datei hochladen | Wegkapelle HERIS-ID: 99188 Objekt-ID: 115279 | bei Kapellenweg 5 Standort KG: Gmunden                    | Die Kapelle mit vorspringendem Satteldach ist gegenüber dem Aufgang zum Kalvarienberg zu finden. Das Ölbild stellt die Himmelfahrt Christi dar. | BDA-Hist.: Q37773776 Status: § 2a Stand der BDA-Liste: 2025-06-30 Name: Wegkapelle GstNr.: 161/2 |
| ja   | Datei hochladen | Friedhof mit Kapelle HERIS-ID: 87164 Objekt-ID: 101551 | Karl Plentzner-Straße 15 Standort KG: Gmunden             | Der Friedhof in Gmunden wurde 1875 fertiggestellt und eingeweiht. | BDA-Hist.: Q37718831 Status: § 2a Stand der BDA-Liste: 2025-06-30 Name: Friedhof mit Kapelle GstNr.: 153, .565, 154/13, 241/2 Stadtfriedhof Gmunden                                                                         |
| ja   | Datei hochladen | Ehem. Rathaus HERIS-ID: 37881 Objekt-ID: 37292 | Kirchengasse 2 Standort KG: Gmunden                       | Dieses Gebäude war bis 1574 Rathaus der Stadt Gmunden. An einer Seite des Hauses befinden sich noch heute die alten Gmundner Maße Elle und Klafter. | BDA-Hist.: Q37977602 Status: Bescheid Stand der BDA-Liste: 2025-06-30 Name: Ehem. Rathaus GstNr.: .81 Kirchengasse 2, Gmunden                                                                                               |
| ja   | Datei hochladen | Bürgerhaus, Salzfertigerhaus HERIS-ID: 57240 Objekt-ID: 67134                                                                                             | Kirchengasse 3 Standort KG: Gmunden                       | | BDA-Hist.: Q38075410 Status: Bescheid Stand der BDA-Liste: 2025-06-30 Name: Bürgerhaus, Salzfertigerhaus GstNr.: .86 Salzfertigerhaus, Kirchengasse 3, Gmunden                                                              |
| ja   | Datei hochladen | Bürgerhaus, Herbergshaus HERIS-ID: 37882 Objekt-ID: 37293                                                                                                 | Kirchengasse 4 Standort KG: Gmunden                       | | BDA-Hist.: Q37977612 Status: Bescheid Stand der BDA-Liste: 2025-06-30 Name: Bürgerhaus, Herbergshaus GstNr.: .79 |
| ja   | Datei hochladen | Bürgerhaus, Salzfertigerhaus HERIS-ID: 37883 Objekt-ID: 37294                                                                                             | Kirchengasse 6 Standort KG: Gmunden                       | | BDA-Hist.: Q37977623 Status: Bescheid Stand der BDA-Liste: 2025-06-30 Name: Bürgerhaus, Salzfertigerhaus GstNr.: .78 Salzfertigerhaus, Kirchengasse 6, Gmunden                                                              |
| ja   | Datei hochladen | Bürgerhaus, Salzfertigerhaus HERIS-ID: 37884 Objekt-ID: 37295                                                                                             | Kirchengasse 7 Standort KG: Gmunden                       | | BDA-Hist.: Q37977633 Status: Bescheid Stand der BDA-Liste: 2025-06-30 Name: Bürgerhaus, Salzfertigerhaus GstNr.: .88 |
| ja   | Datei hochladen | Bürgerhaus, Salzfertigerhaus HERIS-ID: 37885 Objekt-ID: 37296                                                                                             | Kirchengasse 8 Standort KG: Gmunden                       | | BDA-Hist.: Q37977643 Status: Bescheid Stand der BDA-Liste: 2025-06-30 Name: Bürgerhaus, Salzfertigerhaus GstNr.: .77/1 |
| ja   | Datei hochladen | Bürgerhaus, Salzfertigerhaus HERIS-ID: 57241 Objekt-ID: 67135                                                                                             | Kirchengasse 9 Standort KG: Gmunden                       | | BDA-Hist.: Q38075419 Status: Bescheid Stand der BDA-Liste: 2025-06-30 Name: Bürgerhaus, Salzfertigerhaus GstNr.: .89 |
| ja   | Datei hochladen | Bürgerhaus, ehem. Salzlagerstätte HERIS-ID: 57237 Objekt-ID: 67131                                                                                        | Kirchengasse 10 Standort KG: Gmunden                      | | BDA-Hist.: Q38075391 Status: Bescheid Stand der BDA-Liste: 2025-06-30 Name: Bürgerhaus, ehem. Salzlagerstätte GstNr.: .58, .59                                                                                              |
| ja   | Datei hochladen | Bürgerhaus, ehem. Herbergshaus HERIS-ID: 37886 Objekt-ID: 37297                                                                                           | Kirchengasse 11 Standort KG: Gmunden                      | Das sogenannte Herbergshaus wurde im 15. Jahrhundert erbaut und gilt als schönes Beispiel eines Salzkammergut-Patrizierhauses. | BDA-Hist.: Q37977653 Status: Bescheid Stand der BDA-Liste: 2025-06-30 Name: Bürgerhaus, ehem. Herbergshaus GstNr.: .90 |
| ja   | Datei hochladen | Bürgerhaus, Salzeinschlager- bzw. Salzknechthaus HERIS-ID: 57239 Objekt-ID: 67133                                                                         | Kirchengasse 16 Standort KG: Gmunden                      | | BDA-Hist.: Q38075401 Status: Bescheid Stand der BDA-Liste: 2025-06-30 Name: Bürgerhaus, Salzeinschlager- bzw. Salzknechthaus GstNr.: .53                                                                                    |
| ja   | Datei hochladen | Wohnhaus, Kirchenbeitragsstelle HERIS-ID: 89515 Objekt-ID: 104147                                                                                         | Kirchenplatz 4 Standort KG: Gmunden                       | | BDA-Hist.: Q37738252 Status: § 2a Stand der BDA-Liste: 2025-06-30 Name: Wohnhaus, Kirchenbeitragsstelle GstNr.: .46 |
| ja   | Datei hochladen | Pfarrhof HERIS-ID: 52134 Objekt-ID: 58390 | Kirchenplatz 5 Standort KG: Gmunden                       | | BDA-Hist.: Q38049344 Status: § 2a Stand der BDA-Liste: 2025-06-30 Name: Pfarrhof GstNr.: .44/1, 18 |
| ja   | Datei hochladen | Kath. Pfarrkirche Jungfrau Maria und Erscheinung des Herrn mit ehem. Friedhof HERIS-ID: 52138 Objekt-ID: 58397                                            | Kirchenplatz 6 Standort KG: Gmunden                       | Ein gotischer Bau aus der ersten Hälfte des 14. Jahrhunderts, wobei der Turm Anfang des 18. Jahrhunderts barockisiert wurde. Der Hochaltar stammt aus dem Ende des 18. Jahrhunderts und wurde um 1860 verändert. | BDA-Hist.: Q2327781 Status: § 2a Stand der BDA-Liste: 2025-06-30 Name: Kath. Pfarrkirche Jungfrau Maria und Erscheinung des Herrn mit ehem. Friedhof GstNr.: .47, 293/19 Stadtpfarrkirche Gmunden                           |
| ja   | Datei hochladen | Wohn- und Geschäftshaus HERIS-ID: 100644 Objekt-ID: 116910                                                                                                | Kursaalgasse 4 Standort KG: Gmunden                       | | BDA-Hist.: Q37785072 Status: Bescheid Stand der BDA-Liste: 2025-06-30 Name: Wohn- und Geschäftshaus GstNr.: .135/2 |
| ja   | Datei hochladen | Gasthaus, ehem. Herbergs- und Zunftshaus HERIS-ID: 37889 Objekt-ID: 37306                                                                                 | Marktplatz 2 Standort KG: Gmunden                         | | BDA-Hist.: Q37977692 Status: Bescheid Stand der BDA-Liste: 2025-06-30 Name: Gasthaus, ehem. Herbergs- und Zunftshaus GstNr.: .50/2                                                                                          |
| ja   | Datei hochladen | Bürgerhaus HERIS-ID: 37890 Objekt-ID: 37307 | Marktplatz 4 Standort KG: Gmunden                         | | BDA-Hist.: Q37977701 Status: Bescheid Stand der BDA-Liste: 2025-06-30 Name: Bürgerhaus GstNr.: .42 |
| ja   | Datei hochladen | Altes Rathaus HERIS-ID: 37891 Objekt-ID: 37308 | Marktplatz 5 Standort KG: Gmunden                         | Das erste Rathaus von Gmunden befand sich bis zum Jahre 1301 am Marktplatz. | BDA-Hist.: Q37977712 Status: Bescheid Stand der BDA-Liste: 2025-06-30 Name: Altes Rathaus GstNr.: .41 |
| ja   | Datei hochladen | Brunnen HERIS-ID: 100182 Objekt-ID: 116399 | gegenüber Marktplatz 5 Standort KG: Gmunden               | | BDA-Hist.: Q37775566 Status: § 2a Stand der BDA-Liste: 2025-06-30 Name: Brunnen GstNr.: 293/24 |
| ja   | Datei hochladen | Bürgerhaus HERIS-ID: 37892 Objekt-ID: 37309 | Marktplatz 6 Standort KG: Gmunden                         | | BDA-Hist.: Q37977722 Status: Bescheid Stand der BDA-Liste: 2025-06-30 Name: Bürgerhaus GstNr.: .31/2 |
| ja   | Datei hochladen | Bezirksgericht, ehem. Schloß Grueb HERIS-ID: 52137 Objekt-ID: 58394seit 2012                                                                              | Marktplatz 10 Standort KG: Gmunden                        | → Hauptartikel : Burg Grub (Gmunden) f1 | BDA-Hist.: Q15108215 Status: Bescheid Stand der BDA-Liste: 2025-06-30 Name: Bezirksgericht, ehem. Schloß Grueb GstNr.: .18/1, .18/2, .306, 306 Bezirksgericht Gmunden                                                       |
| ja   | Datei hochladen | Bürgerhaus, Bäckerei HERIS-ID: 45342 Objekt-ID: 46634 | Marktplatz 11 Standort KG: Gmunden                        | | BDA-Hist.: Q38015208 Status: Bescheid Stand der BDA-Liste: 2025-06-30 Name: Bürgerhaus, Bäckerei GstNr.: .17 |
| ja   | Datei hochladen | Bürgerhaus HERIS-ID: 45345 Objekt-ID: 46637 | Marktplatz 12 Standort KG: Gmunden                        | | BDA-Hist.: Q38015238 Status: Bescheid Stand der BDA-Liste: 2025-06-30 Name: Bürgerhaus GstNr.: .16 |
| ja   | Datei hochladen | Stiftshof/Gutshof/Lesehof, ehem. sog. Kapuzinerhaus HERIS-ID: 37893 Objekt-ID: 37310                                                                      | Marktplatz 13 Standort KG: Gmunden                        | Das sogenannte Kapuzinerhaus am Marktplatz 13 beherbergte bis zur Fertigstellung ihres Klosters im Jahr 1639 die Kapuziner. | BDA-Hist.: Q37977745 Status: Bescheid Stand der BDA-Liste: 2025-06-30 Name: Stiftshof/Gutshof/Lesehof, ehem. sog. Kapuzinerhaus GstNr.: .15                                                                                 |
| ja   | Datei hochladen | Bürgerhaus, Salzfertigerhaus HERIS-ID: 37894 Objekt-ID: 37311                                                                                             | Marktplatz 14 Standort KG: Gmunden                        | | BDA-Hist.: Q37977756 Status: Bescheid Stand der BDA-Liste: 2025-06-30 Name: Bürgerhaus, Salzfertigerhaus GstNr.: .14 |
| ja   | Datei hochladen | Bürgerhaus HERIS-ID: 37895 Objekt-ID: 37312 | Marktplatz 16 Standort KG: Gmunden                        | | BDA-Hist.: Q37977766 Status: Bescheid Stand der BDA-Liste: 2025-06-30 Name: Bürgerhaus GstNr.: .64/1 |
| ja   | Datei hochladen | Bürgerhaus HERIS-ID: 37896 Objekt-ID: 37313 | Marktplatz 17 Standort KG: Gmunden                        | | BDA-Hist.: Q37977776 Status: Bescheid Stand der BDA-Liste: 2025-06-30 Name: Bürgerhaus GstNr.: .63 |
| ja   | Datei hochladen | Bürgerhaus HERIS-ID: 37897 Objekt-ID: 37314 | Marktplatz 18 Standort KG: Gmunden                        | | BDA-Hist.: Q37977786 Status: Bescheid Stand der BDA-Liste: 2025-06-30 Name: Bürgerhaus GstNr.: .62/1 |
| ja   | Datei hochladen | Bürgerhaus, Kragerkerhaus mit Tramdecken HERIS-ID: 37898 Objekt-ID: 37315                                                                                 | Marktplatz 20 Standort KG: Gmunden                        | | BDA-Hist.: Q37977796 Status: Bescheid Stand der BDA-Liste: 2025-06-30 Name: Bürgerhaus, Kragerkerhaus mit Tramdecken GstNr.: .61                                                                                            |
| ja   | Datei hochladen | Bürgerhaus HERIS-ID: 37899 Objekt-ID: 37317 | Marktplatz 21 Standort KG: Gmunden                        | | BDA-Hist.: Q37977806 Status: Bescheid Stand der BDA-Liste: 2025-06-30 Name: Bürgerhaus GstNr.: .60 |
| ja   | Datei hochladen | Bürgerhaus, ehem. Herberge HERIS-ID: 37901 Objekt-ID: 37319                                                                                               | Pfarrhofgasse 8 Standort KG: Gmunden                      | Die ehemalige Gmundner Herberge in der Pfarrhofgasse 8 gegenüber der Pfarrkirche ist heute auch unter dem Namen Gerharthaus bekannt. | BDA-Hist.: Q37977825 Status: Bescheid Stand der BDA-Liste: 2025-06-30 Name: Bürgerhaus, ehem. Herberge GstNr.: .50/1 |
| ja   | Datei hochladen | Bürgerhaus HERIS-ID: 37902 Objekt-ID: 37320 | Pfarrhofgasse 16 Standort KG: Gmunden                     | | BDA-Hist.: Q37977834 Status: Bescheid Stand der BDA-Liste: 2025-06-30 Name: Bürgerhaus GstNr.: .38 |
| ja   | Datei hochladen | Bürgerhaus HERIS-ID: 37903 Objekt-ID: 37321 | Pfarrhofgasse 18 Standort KG: Gmunden                     | | BDA-Hist.: Q37977843 Status: Bescheid Stand der BDA-Liste: 2025-06-30 Name: Bürgerhaus GstNr.: .37 |
| ja   | Datei hochladen | Bürgerhaus HERIS-ID: 37904 Objekt-ID: 37322 | Pfarrhofgasse 20 Standort KG: Gmunden                     | | BDA-Hist.: Q37977854 Status: Bescheid Stand der BDA-Liste: 2025-06-30 Name: Bürgerhaus GstNr.: .36 |
| ja   | Datei hochladen | Bürgerhaus HERIS-ID: 37905 Objekt-ID: 37323 | Pfarrhofgasse 22 Standort KG: Gmunden                     | | BDA-Hist.: Q37977865 Status: Bescheid Stand der BDA-Liste: 2025-06-30 Name: Bürgerhaus GstNr.: .35 |
| ja   | Datei hochladen | Bürgerhaus HERIS-ID: 37906 Objekt-ID: 37324 | Pfarrhofgasse 26 Standort KG: Gmunden                     | | BDA-Hist.: Q37977874 Status: Bescheid Stand der BDA-Liste: 2025-06-30 Name: Bürgerhaus GstNr.: .23 |
| ja   | Datei hochladen | Bürgerhaus HERIS-ID: 37907 Objekt-ID: 37325 | Pfarrhofgasse 28 Standort KG: Gmunden                     | | BDA-Hist.: Q37977886 Status: Bescheid Stand der BDA-Liste: 2025-06-30 Name: Bürgerhaus GstNr.: .22 |
| ja   | Datei hochladen | Rathaus HERIS-ID: 37908 Objekt-ID: 37327 | Rathausplatz 1 Standort KG: Gmunden                       | Ein Bauwerk, dessen Kernsubstanz aus dem 16. Jahrhundert stammt. Die Stuckdekoration wurde im Jahr 1756 angebracht. | BDA-Hist.: Q37977897 Status: § 2a Stand der BDA-Liste: 2025-06-30 Name: Rathaus GstNr.: .131 Rathaus Gmunden |
| ja   | Datei hochladen | Bürgerhaus, Herbergshaus, Salzfertigerhaus HERIS-ID: 37909 Objekt-ID: 37328                                                                               | Rathausplatz 2 Standort KG: Gmunden                       | | BDA-Hist.: Q37977907 Status: Bescheid Stand der BDA-Liste: 2025-06-30 Name: Bürgerhaus, Herbergshaus, Salzfertigerhaus GstNr.: .84                                                                                          |
| ja   | Datei hochladen | Bürgerhaus HERIS-ID: 37910 Objekt-ID: 37329 | Rathausplatz 5 Standort KG: Gmunden                       | | BDA-Hist.: Q37977916 Status: Bescheid Stand der BDA-Liste: 2025-06-30 Name: Bürgerhaus GstNr.: .80 |
| ja   | Datei hochladen | Wohn- und Geschäftshaus, ehem. Hotel Goldenes Schiff HERIS-ID: 59983 Objekt-ID: 71723                                                                     | Rathausplatz 6 Standort KG: Gmunden                       | | BDA-Hist.: Q38089475 Status: Bescheid Stand der BDA-Liste: 2025-06-30 Name: Wohn- und Geschäftshaus, ehem. Hotel Goldenes Schiff GstNr.: .76, .75                                                                           |
| ja   | Datei hochladen | Hotel Schwan, Rotmarmorportal HERIS-ID: 37912 Objekt-ID: 37333                                                                                            | Rathausplatz 8 Standort KG: Gmunden                       | | BDA-Hist.: Q37977935 Status: Bescheid Stand der BDA-Liste: 2025-06-30 Name: Hotel Schwan, Rotmarmorportal GstNr.: .73 |
| ja   | Datei hochladen | Wohnbauanlage HERIS-ID: 52147 Objekt-ID: 58423 | Rennweg 22 Standort KG: Gmunden                           | | BDA-Hist.: Q38049443 Status: Bescheid Stand der BDA-Liste: 2025-06-30 Name: Wohnbauanlage GstNr.: .705 |
| ja   | Datei hochladen | Salzträgerbrunnen HERIS-ID: 100184 Objekt-ID: 116401 | gegenüber Rinnholzplatz 7 Standort KG: Gmunden            | Der Salzträgerbrunnen wurde am 30. Mai 1948 eingeweiht. Er galt als der einzige Keramikbrunnen Österreichs. Der Entwurf stammt von Ernst Kubiena. | BDA-Hist.: Q37775584 Status: § 2a Stand der BDA-Liste: 2025-06-30 Name: Salzträgerbrunnen GstNr.: 293/14 |
| ja   | Datei hochladen | Bürgerhaus HERIS-ID: 37913 Objekt-ID: 37334 | Salzfertigergasse 1 Standort KG: Gmunden                  | | BDA-Hist.: Q37977946 Status: Bescheid Stand der BDA-Liste: 2025-06-30 Name: Bürgerhaus GstNr.: .91 |
| ja   | Datei hochladen | Schubertdenkmal HERIS-ID: 100178 Objekt-ID: 116395 | Schubertplatz Standort KG: Gmunden                        | | BDA-Hist.: Q37775556 Status: § 2a Stand der BDA-Liste: 2025-06-30 Name: Schubertdenkmal GstNr.: 294 Schubertdenkmal Gmunden                                                                                                 |
| ja   | Datei hochladen | Sparkassengebäude HERIS-ID: 91848 Objekt-ID: 106733 | Sparkassegasse 2 Standort KG: Gmunden                     | | BDA-Hist.: Q37756567 Status: Bescheid Stand der BDA-Liste: 2025-06-30 Name: Sparkassengebäude GstNr.: .132/1 |
| ja   | Datei hochladen | Bürgerhaus HERIS-ID: 37916 Objekt-ID: 37337 | Theatergasse 2 Standort KG: Gmunden                       | | BDA-Hist.: Q37977967 Status: Bescheid Stand der BDA-Liste: 2025-06-30 Name: Bürgerhaus GstNr.: .85 |
| ja   | Datei hochladen | Herbergshaus/Wirtshaus HERIS-ID: 37917 Objekt-ID: 37338                                                                                                   | Theatergasse 4 Standort KG: Gmunden                       | | BDA-Hist.: Q37977977 Status: Bescheid Stand der BDA-Liste: 2025-06-30 Name: Herbergshaus/Wirtshaus GstNr.: .130 |
| ja   | Datei hochladen | Stadttheater HERIS-ID: 52135 Objekt-ID: 58391 | Theatergasse 7 Standort KG: Gmunden                       | → Hauptartikel : Stadttheater Gmunden f1 | BDA-Hist.: Q26218372 Status: § 2a Stand der BDA-Liste: 2025-06-30 Name: Stadttheater GstNr.: .132/3 Stadttheater Gmunden |
| ja   | Datei hochladen | Bürgerhaus, ehem. Ledererhaus HERIS-ID: 91899 Objekt-ID: 106787                                                                                           | Theatergasse 13 Standort KG: Gmunden                      | | BDA-Hist.: Q37756891 Status: Bescheid Stand der BDA-Liste: 2025-06-30 Name: Bürgerhaus, ehem. Ledererhaus GstNr.: .137 |
| ja   | Datei hochladen | Bürgerhaus, Doppelhaus/Schleisskeramik HERIS-ID: 37919 Objekt-ID: 37340                                                                                   | Theatergasse 14, 16 Standort KG: Gmunden                  | Die zwei ins 15. bzw. 16. Jahrhundert zurückgehenden Häuser wurden 1632 zu einem Doppelhaus vereinigt, Ende des 18. Jahrhunderts erhielten sie eine gemeinsame Fassade. 1789 erwarben die Hafner Josef und Ursula Prein das Doppelhaus, nach mehreren Besitzwechseln kaufte es 1843 die Familie Schleiss. Diese führte das Töpferhandwerk weiter und gründete hier 1903 die Gmundner Keramik. Das renaissancezeitliche Haus weist zahlreiche bemerkenswerte Baudetails wie ein Stichkappentonnengewölbe im Erdgeschoßflur, ein rundbogiges Portal aus der Zeit um 1600 oder josefinische Türen im 1. Stock auf.                                                                         | BDA-Hist.: Q37977985 Status: Bescheid Stand der BDA-Liste: 2025-06-30 Name: Bürgerhaus, Doppelhaus/Schleisskeramik GstNr.: 36/1 Doppelhaus Schleisskeramik                                                                  |
| ja   | Datei hochladen | Bürgerhaus, ehem. Gastwirtschaft HERIS-ID: 91897 Objekt-ID: 106785                                                                                        | Traungasse 1 Standort KG: Gmunden                         | | BDA-Hist.: Q37756853 Status: Bescheid Stand der BDA-Liste: 2025-06-30 Name: Bürgerhaus, ehem. Gastwirtschaft GstNr.: .67 |
| ja   | Datei hochladen | Bürgerhaus, Salzfertigerhaus, Klomuseum HERIS-ID: 37922 Objekt-ID: 37343                                                                                  | Traungasse 4 Standort KG: Gmunden                         | | BDA-Hist.: Q37978005 Status: Bescheid Stand der BDA-Liste: 2025-06-30 Name: Bürgerhaus, Salzfertigerhaus, Klomuseum GstNr.: .8 Traungasse 4, Gmunden                                                                        |
| ja   | Datei hochladen | Bürgerhaus HERIS-ID: 57248 Objekt-ID: 67142 | Traungasse 6 Standort KG: Gmunden                         | Das Haus wurde 1577 erstmals erwähnt. Sein spätgotisch-renaissancezeitlicher Kern ist gut erhalten. Der Bau hat mehrere Tonnengewölbe und einen großen Keller. | BDA-Hist.: Q38075428 Status: Bescheid Stand der BDA-Liste: 2025-06-30 Name: Bürgerhaus GstNr.: .9 |
| ja   | Datei hochladen | Bürgerhaus, Salzkammergutapotheke HERIS-ID: 37923 Objekt-ID: 37344                                                                                        | Traungasse 7 Standort KG: Gmunden                         | | BDA-Hist.: Q37978015 Status: Bescheid Stand der BDA-Liste: 2025-06-30 Name: Bürgerhaus, Salzkammergutapotheke GstNr.: .65 Salzkammergutapotheke, Gmunden                                                                    |
| ja   | Datei hochladen | Bürgerhaus HERIS-ID: 37924 Objekt-ID: 37345 | Traungasse 8 Standort KG: Gmunden                         | | BDA-Hist.: Q37978025 Status: Bescheid Stand der BDA-Liste: 2025-06-30 Name: Bürgerhaus GstNr.: .11 |
| ja   | Datei hochladen | Bürgerhaus HERIS-ID: 37925 Objekt-ID: 37346 | Traungasse 12 Standort KG: Gmunden                        | | BDA-Hist.: Q37978036 Status: Bescheid Stand der BDA-Liste: 2025-06-30 Name: Bürgerhaus GstNr.: .13/1 |
| ja   | Datei hochladen | Kreuzweg HERIS-ID: 87158 Objekt-ID: 101545 | Standort KG: Gmunden                                      | Die vier Kreuzwegstationen sind alle von gleicher Bauart. Hinter dem schmiedeeisernen Gitter der einzelnen Stationen ist jeweils Christus am Ölberg, die Geißelung, die Dornenkrönung und die Kreuztragung abgebildet. Die Kreuzigung selbst wird in der Kalvarienbergkirche dargestellt. | BDA-Hist.: Q37718803 Status: § 2a Stand der BDA-Liste: 2025-06-30 Name: Kreuzweg GstNr.: 182/1, 273, 184 Kreuzweg Gmunden                                                                                                   |
| ja   | Datei hochladen | Friedhof israelitisch HERIS-ID: 99061 Objekt-ID: 115079                                                                                                   | Standort KG: Gmunden                                      | Der jüdische Friedhof in Gmunden wurde 1923 eröffnet und 1938 durch die Nationalsozialisten zerstört. Nach dem Zweiten Weltkrieg wurde er wiedererrichtet. | BDA-Hist.: Q1716678 Status: § 2a Stand der BDA-Liste: 2025-06-30 Name: Friedhof israelitisch GstNr.: 154/15 |
| ja   | Datei hochladen | Sternwarte HERIS-ID: 104404 Objekt-ID: 121196 | Standort KG: Gmunden                                      | 1949 errichtete Hans Eisner auf den Fundamenten eines stark verfallenen Pulverturms die Sternwarte am Gmundner Kalvarienberg. Sie liegt auf einer Höhe von 490 m ü. A. | BDA-Hist.: Q37800210 Status: § 2a Stand der BDA-Liste: 2025-06-30 Name: Sternwarte GstNr.: .418 Sternwarte Gmunden |
| ja   | Datei hochladen | Badeanlage HERIS-ID: 96944 Objekt-ID: 112628 | Dr. Franz Thomas-Straße 13 Standort KG: Ort-Gmunden       | | BDA-Hist.: Q37769086 Status: § 2a Stand der BDA-Liste: 2025-06-30 Name: Badeanlage GstNr.: .336 Gmundner Strandbad |
| ja   | Datei hochladen | Villa HERIS-ID: 37871 Objekt-ID: 37279 | Dr. Franz Thomas-Straße 18 Standort KG: Ort-Gmunden       | | BDA-Hist.: Q37977520 Status: Bescheid Stand der BDA-Liste: 2025-06-30 Name: Villa GstNr.: .27/4 |
| ja   | Datei hochladen | Ehem. Fliegerschule Altmünster HERIS-ID: 41732 Objekt-ID: 42294                                                                                           | Fliegerschulweg 36 Standort KG: Ort-Gmunden               | Die „Fliegerschule“ – heute Internat der Berufsschule I für Elektrotechnik in Gmunden – wurde während der Zeit des Nationalsozialismus in den Jahren 1939/1940 erbaut und diente der deutschen Luftwaffe als Ausbildungsstätte. | BDA-Hist.: Q38002476 Status: Bescheid Stand der BDA-Liste: 2025-06-30 Name: Ehem. Fliegerschule Altmünster GstNr.: .398 |
| ja   | Datei hochladen | Wohnhaus, Hebbel-Erinnerungsstätte HERIS-ID: 71611 Objekt-ID: 84804                                                                                       | Friedrich Hebbel-Straße 1 Standort KG: Ort-Gmunden        | Der deutsche Dramatiker Friedrich Hebbel (1813–1863) erwarb 1855 dieses Haus. Hier schrieb er die Nibelungen-Trilogie und das Epos Mutter und Kind. | BDA-Hist.: Q38128017 Status: Bescheid Stand der BDA-Liste: 2025-06-30 Name: Wohnhaus, Hebbel-Erinnerungsstätte GstNr.: .35/1, .35/3                                                                                         |
| ja   | Datei hochladen | Villa Elisabeth HERIS-ID: 52732 Objekt-ID: 60303 | Johann Nep. David-Weg 5 Standort KG: Ort-Gmunden          | Diese Villa wurde 1865 von Erzherzog Karl Ferdinand für seine Gemahlin Elisabeth errichtet und diente mehr als 20 Jahre als Sommerresidenz. Zuletzt wurde die Villa als Internatsgebäude der Kreuzschwestern genutzt. | BDA-Hist.: Q38053835 Status: Bescheid Stand der BDA-Liste: 2025-06-30 Name: Villa Elisabeth GstNr.: .25/2 |
| ja   | Datei hochladen | Anlage Landschloss Ort/Forstliche Ausbildungsstätte HERIS-ID: 111840 Objekt-ID: 129854seit 2012                                                           | Johann Orth-Allee 16 Standort KG: Ort-Gmunden             | Das Landschloss Ort war ehemals ein zum Seeschloss Ort gehöriger Meierhof, der 1626 von aufständischen Bauern niedergebrannt wurde. Nach der Niederschlagung der Aufstände wurden die Bauern strafweise zum Wiederaufbau des Landschlosses in der heutigen Form gezwungen. | BDA-Hist.: Q56510690 Status: Bescheid Stand der BDA-Liste: 2025-06-30 Name: Anlage Landschloss Ort/Forstl. Ausbildungsstätte GstNr.: 34/3, 29 Landschloss Ort, Gmunden                                                      |
| ja   | Datei hochladen | Park der Villa Toskana HERIS-ID: 60150 Objekt-ID: 72083                                                                                                   | Johann Orth-Allee 21 Standort KG: Ort-Gmunden             | → Hauptartikel : Park der Villa Toskana f1 | BDA-Hist.: Q64486123 Status: Bescheid Stand der BDA-Liste: 2025-06-30 Name: Park der Villa Toskana GstNr.: 7/1, 7/9, 7/5, 68/1, 7/2, 7/6, 7/7, 68/2 Toscanapark, Gmunden                                                    |
| ja   | Datei hochladen | Kleine Villa Toskana HERIS-ID: 59244 Objekt-ID: 70338 | Johann Orth-Allee 21 Standort KG: Ort-Gmunden             | Das zweigeschoßige biedermeierliche Gebäude im Toscanapark wurde 1849 durch k.k. Ingenieur-Hauptmann Freiherrn Christoph von Pittel errichtet. Farbgebung mit weißen Flächen und roten Fensterfaschen. Es beherbergte bis 2015 das Thomas-Bernhard-Archiv. | BDA-Hist.: Q64486122 Status: Bescheid Stand der BDA-Liste: 2025-06-30 Name: Kleine Villa Toskana GstNr.: .10, .134, .135 Villa Toscana, Gmunden                                                                             |
| ja   | Datei hochladen | Ehem. Villa Miller-Aichholz/Brahmsschule HERIS-ID: 96718 Objekt-ID: 112285                                                                                | Lindenstraße 11 Standort KG: Ort-Gmunden                  | Johannes Brahms war in dieser Villa in Gmunden bei der mit ihm befreundeten Familie Miller zu Aichholz von 1890 bis 1896 oftmals zu Gast. Heute beherbergt dieses Gebäude eine Volksschule, die den Namen dieses großen Komponisten trägt. | BDA-Hist.: Q37768632 Status: § 2a Stand der BDA-Liste: 2025-06-30 Name: Ehem. Villa Miller-Aichholz/Brahmsschule GstNr.: .50                                                                                                |
| ja   | Datei hochladen | Kath. Pfarrkirche Auferstandener Jesus HERIS-ID: 87161 Objekt-ID: 101548                                                                                  | Miller v. Aichholz-Straße 25 Standort KG: Ort-Gmunden     | Die katholische Pfarrkirche Jesus der Auferstandene der Pfarre Gmunden-Ort wurde gemeinsam mit dem Pfarrzentrum in den Jahren 1987/1988 errichtet. | BDA-Hist.: Q23541671 Status: § 2a Stand der BDA-Liste: 2025-06-30 Name: Kath. Pfarrkirche Auferstandener Jesus GstNr.: 182/15                                                                                               |
| ja   | Datei hochladen | Kindergarten HERIS-ID: 104367 Objekt-ID: 121155 | Mitterweg 2 Standort KG: Ort-Gmunden                      | Kindergarten der Kreuzschwestern (Pensionat) in Gmunden. | BDA-Hist.: Q37799878 Status: § 2a Stand der BDA-Liste: 2025-06-30 Name: Kindergarten GstNr.: .27/1 |
| ja   | Datei hochladen | Wirtschaftsgebäude HERIS-ID: 104368 Objekt-ID: 121156 | bei Mitterweg 2 Standort KG: Ort-Gmunden                  | | BDA-Hist.: Q37800024 Status: § 2a Stand der BDA-Liste: 2025-06-30 Name: Wirtschaftsgebäude GstNr.: .297 |
| ja   | Datei hochladen | Wegkapelle HERIS-ID: 99185 Objekt-ID: 115276 | bei Mitterweg 2 Standort KG: Ort-Gmunden                  | Diese Kapelle zu Ehren der Heiligen Dreifaltigkeit mit Stufenaufgang und schmiedeeisernem Gitter (Nähe Kindergarten der Kreuzschwestern) wurde zur Zeit der Franzosenkriege errichtet. | BDA-Hist.: Q37773768 Status: § 2a Stand der BDA-Liste: 2025-06-30 Name: Wegkapelle GstNr.: .27/1 |
| ja   | Datei hochladen | Seeschloß Orth samt Zugangsbrücke HERIS-ID: 46094 Objekt-ID: 47751                                                                                        | Ort 1 Standort KG: Ort-Gmunden                            | → Hauptartikel : Schloss Ort f1 | BDA-Hist.: Q56508798 Status: § 2a Stand der BDA-Liste: 2025-06-30 Name: Seeschloß Orth samt Zugangsbrücke GstNr.: 711/21, 711/7 Seeschloss Ort, Gmunden                                                                     |
| ja   | Datei hochladen | Schule, ehem. Mädchenpensionat der Kreuzschwestern HERIS-ID: 104366 Objekt-ID: 121154                                                                     | Pensionatstraße 9 Standort KG: Ort-Gmunden                | Das ehemalige „Mädchenpensionat der Kreuzschwestern“ in Gmunden – erbaut in den Jahren 1890 bis 1892 – trägt heute die Bezeichnung „Gymnasium ORG Ort“. Träger ist der Schulverein der Kreuzschwestern. | BDA-Hist.: Q23689747 Status: § 2a Stand der BDA-Liste: 2025-06-30 Name: Schule, ehem. Mädchenpensionat der Kreuzschwestern GstNr.: .164                                                                                     |
| ja   | Datei hochladen | Lourdesgrotte HERIS-ID: 104369 Objekt-ID: 121157 | bei Pensionatstraße 9 Standort KG: Ort-Gmunden            | Die Lourdesgrotte befindet sich im Park der Gmundner Kreuzschwestern (Gymnasium Ort) und wurde 1912 anlässlich des 20-jährigen Bestandsjubiläums der damals noch als „Mädchenpensionat“ bezeichneten Schule von ehemaligen Absolventinnen gestiftet. Anmerkung: Standort näherungsweise angegeben (im Umkreis von 30 m). | BDA-Hist.: Q37800090 Status: § 2a Stand der BDA-Liste: 2025-06-30 Name: Lourdesgrotte GstNr.: .27/1 |
| BW   | Datei hochladen | Tennishaus HERIS-ID: 261302seit 2025 | bei Pensionatstraße 9 Standort KG: Ort-Gmunden            | | BDA-Hist.: Q135167882 Status: Bescheid Stand der BDA-Liste: 2025-06-30 Name: Tennishaus GstNr.: .298 |
| ja   | Datei hochladen | Villa Aichelburg, vormals Villa Barber HERIS-ID: 13563 Objekt-ID: 9769                                                                                    | Pensionatstraße 11a Standort KG: Ort-Gmunden              | | BDA-Hist.: Q38181045 Status: Bescheid Stand der BDA-Liste: 2025-06-30 Name: Villa Aichelburg, vormals Villa Barber GstNr.: .25/4                                                                                            |
| ja   | Datei hochladen | Villa Lanna (Hauptgeb., Gartenpavillon, Meierei, Pförtnerhaus, Toranlage, Park) HERIS-ID: 37900 Objekt-ID: 37318                                          | Pensionatstraße 24 Standort KG: Ort-Gmunden               | Ab 1872 von Gustav Gugitz erbaute Villa der Neorenaissance mit Gartenkunst. Eine der bedeutendsten Anlagen des österreichischen Historismus. Malereien von Pietro Isella. | BDA-Hist.: Q37977815 Status: Bescheid Stand der BDA-Liste: 2025-06-30 Name: Villa Lanna (Hauptgeb., Gartenpavillon, Meierei, Pförtnerhaus, Toranlage, Park) GstNr.: .29/2, .400, 166/1, 166/51, 166/52 Villa Lanna, Gmunden |
| ja   | Datei hochladen | Hügelgräberfeld Ort-Gmunden HERIS-ID: 46995 Objekt-ID: 49413                                                                                              | Flur Straßmörtel Standort KG: Ort-Gmunden                 | | BDA-Hist.: Q38025034 Status: Bescheid Stand der BDA-Liste: 2025-06-30 Name: Hügelgräberfeld Ort-Gmunden GstNr.: 248/2 |
| ja   | Datei hochladen | Magazinhaus der Theresienthaler Spinnerei/Lager HERIS-ID: 38357 Objekt-ID: 37898                                                                          | Theresienthalstraße 68 Standort KG: Ort-Gmunden           | Das einstige Magazinhaus der aufgelassenen Theresienthaler Spinnerei und Weberei AG ist heute als Hipp-Halle bekannt und u. a. ein Zentrum vielfältiger kultureller Veranstaltungen. Das hohe, langgestreckte, dreigeschoßige Gebäude mit flachem Satteldach wurde 1833 erbaut. Es hat seichte Eckrisalite und einen Mittelrisalit mit Dreieckgiebel. Im Erdgeschoß durchgehende, hohe, zweischiffige Säulenhalle mit Platzlgewölben über Gurten und Kreuzgratgewölben mit Rippenbändern. | BDA-Hist.: Q37980693 Status: Bescheid Stand der BDA-Liste: 2025-06-30 Name: Magazinhaus der Theresienthaler Spinnerei/Lager GstNr.: .75/3 Theresienthaler Spinnerei, Gmunden                                                |
| ja   | Datei hochladen | Ehem. Theresienthaler Spinnerei, Objekte 18 und 28 HERIS-ID: 37921 Objekt-ID: 37342                                                                       | Theresienthalstraße 81 Standort KG: Ort-Gmunden           | Das Spinnereigebäude (Objekt 18) wurde 1823 durch Joseph Dierzer erbaut und 1856 durch einen Anbau (Objekt 28) ergänzt. Das hohe, langgestreckte, viergeschoßige Hauptgebäude mit seinen drei (ursprünglich vier) Ecktürmen und dem flachen Satteldach hat eine glattgeputzte Fassade mit gusseisernen Schließen und ist durch Lisenen und Gesimse gegliedert; Segmentbogenfenster. Die Fassade des Anbaus ist dem Hauptgebäude angepasst. Innen über die gesamten Geschoße Säle mit Gusseisensäulen als Deckenträger. Das Spinnereigebäude ist ein bedeutendes Industriedenkmal der 1. Hälfte des 19. Jahrhunderts.                                                                    | BDA-Hist.: Q37977996 Status: Bescheid Stand der BDA-Liste: 2025-06-30 Name: Ehem. Theresientahler Spinnerei, Objekte 18 u.28 GstNr.: .74/1 Theresienthaler Spinnerei, Gmunden                                               |
| ja   | Datei hochladen | Villa Toskana HERIS-ID: 37873 Objekt-ID: 37282 | Toscanapark 6 Standort KG: Ort-Gmunden                    | → Hauptartikel : Villa Toscana (Gmunden) f1 | BDA-Hist.: Q2525836 Status: Bescheid Stand der BDA-Liste: 2025-06-30 Name: Villa Toskana GstNr.: .12, 7/7 Villa Toscana, Gmunden                                                                                            |
| ja   | Datei hochladen | Wegkapelle HERIS-ID: 100168 Objekt-ID: 116383 | Cumberlandstraße Standort KG: Schlagen                    | Die Cumberlandkapelle an der Cumberlandstraße (Nähe Schloss Cumberland) wurde 1894 von Prinz Ernst August II. von Hannover, Herzog von Braunschweig und Lüneburg, im englischen Tudorstil erbaut und am 2. Jänner 1895 eingeweiht. | BDA-Hist.: Q37775503 Status: § 2a Stand der BDA-Liste: 2025-06-30 Name: Wegkapelle GstNr.: 223/9 Gmunden Wegkapelle Cumberlandstraße                                                                                        |
| ja   | Datei hochladen | Landespflegeanstalt Schloß Cumberland HERIS-ID: 52149 Objekt-ID: 58429                                                                                    | Cumberlandstraße 36 Standort KG: Schlagen                 | 1882 wurde mit dem Bau des Schlosses Cumberland im neugotischen Stil begonnen und danach von Herzog Ernst August II. mit seiner Familie bewohnt. Seit 1979 ist es im Besitz des Landes Oberösterreich und wird als Pflegeanstalt verwendet. | BDA-Hist.: Q2240569 Status: § 2a Stand der BDA-Liste: 2025-06-30 Name: Landespflegeanstalt Schloß Cumberland GstNr.: .120 Schloss Cumberland                                                                                |
| ja   | Datei hochladen | Aufnahmsgebäude Schlagen (Engelhof) HERIS-ID: 84659 Objekt-ID: 98799                                                                                      | Engelhofstraße 11 Standort KG: Schlagen                   | Der Bahnhof Engelhof gilt als einer der ältesten Bahnhöfe des kontinentalen Europas. Da von 1834 bis 1859 die Trasse der Pferdeeisenbahn Budweis–Linz–Gmunden hier verlief, wurden an diesem Bahnhof die Transportzüge Richtung Linz und Budweis zusammengestellt. Heute dient der Bahnhof der Traunseebahn (Schmalspur) als Haltestelle. | BDA-Hist.: Q38183520 Status: Bescheid Stand der BDA-Liste: 2025-06-30 Name: Aufnahmsgebäude Schlagen (Engelhof) GstNr.: .23/4 Aufnahmsgebäude Bahnhof Engelhof                                                              |
| ja   | Datei hochladen | Ehem. Pferdeeisenbahn-Verwaltung HERIS-ID: 57897 Objekt-ID: 68240                                                                                         | Annastraße 1 Standort KG: Traundorf                       | Der ehemalige Personenbahnhof der Pferdeeisenbahn in Gmunden-Traundorf nahm 1836 seinen Betrieb auf. 1871 wurde er vom Seebahnhof abgelöst und vier Jahre später um ein Stockwerk erhöht. | BDA-Hist.: Q38079243 Status: Bescheid Stand der BDA-Liste: 2025-06-30 Name: Ehem. Pferdeeisenbahn-Verwaltung GstNr.: .231                                                                                                   |
| ja   | Datei hochladen | Wohnhaus HERIS-ID: 94893 Objekt-ID: 110080 | Annastraße 2 Standort KG: Traundorf                       | Anmerkung: Heute Wohnhaus im Gmundner Traundorf. | BDA-Hist.: Q37765255 Status: § 2a Stand der BDA-Liste: 2025-06-30 Name: Wohnhaus GstNr.: .206 |
| ja   | Datei hochladen | Brunnenwegkapelle HERIS-ID: 37870 Objekt-ID: 37278 | bei Brunnenweg 9 Standort KG: Traundorf                   | Die barocke Brunnenwegkapelle befindet sich gegenüber dem sogenannten Heiligen Bründl und weist außen wie auch im Inneren schöne schmiedeeiserne Gitter auf. | BDA-Hist.: Q37977510 Status: Bescheid Stand der BDA-Liste: 2025-06-30 Name: Brunnenwegkapelle GstNr.: .499 Brunnenwegkapelle, Gmunden                                                                                       |
| ja   | Datei hochladen | Trinkhalle Zum Heiligen Brunnen HERIS-ID: 100186 Objekt-ID: 116404                                                                                        | bei Brunnenweg 14 Standort KG: Traundorf                  | | BDA-Hist.: Q37775604 Status: § 2a Stand der BDA-Liste: 2025-06-30 Name: Trinkhalle Zum Heiligen Brunnen GstNr.: .236 |
| ja   | Datei hochladen | Evangelisches Pfarrhaus HERIS-ID: 52141 Objekt-ID: 58403                                                                                                  | Georgstraße 9 Standort KG: Traundorf                      | | BDA-Hist.: Q38049399 Status: § 2a Stand der BDA-Liste: 2025-06-30 Name: Evangelisches Pfarrhaus GstNr.: .283, 80/4 |
| ja   | Datei hochladen | Evangelische Auferstehungskirche HERIS-ID: 52142 Objekt-ID: 58405                                                                                         | bei Georgstraße 9 Standort KG: Traundorf                  | Die neugotische Kirche wurde nach Plänen von Hermann Wehrenfennig in den Jahren 1871 bis 1876 erbaut. | BDA-Hist.: Q23541668 Status: § 2a Stand der BDA-Liste: 2025-06-30 Name: Evangelische Auferstehungskirche GstNr.: .258 Gmunden Auferstehungskirche                                                                           |
| ja   | Datei hochladen | Brunnen im Viktoria Luise Park HERIS-ID: 104402 Objekt-ID: 121194                                                                                         | Georgstraße 15, in der Nähe Standort KG: Traundorf        | In der Mitte des kreisrunden Springbrunnens befindet sich ein Felsblock, aus dem sich eine Säule mit drei übereinanderliegenden Schalen erhebt. Die mittlere Schale wird von vier Frauengestalten gestützt, die unterste von vier geflügelten, wasserspeienden Löwen getragen. | BDA-Hist.: Q37800193 Status: § 2a Stand der BDA-Liste: 2025-06-30 Name: Brunnen im Viktoria Luise Park GstNr.: 109/6 |
| ja   | Datei hochladen | Schloss Weyer HERIS-ID: 94969 Objekt-ID: 110183 | Karl Jos.v. Frey-Gasse 27 Standort KG: Traunstein         | Bereits 1446 wird der „Sitz am Weyr“ als ein zur Herrschaft Ort gehörendes Ritterlehen genannt. 1596 wurde es zur Gänze neu gebaut und 1621 von Kaiser Ferdinand II. zum „Freien Edelmannsitz“ erhoben. 1739 wurde das Anwesen durch den Besitzer Karl von Frey in eine Waisenhausstiftung umgewidmet, wovon sich auch die in Gmunden zum Teil immer noch gebräuchliche Bezeichnung „Woaslhaus“ ableitet. Im Schloss war mit der K.K. Trivialschule auch die erste Schule in Traundorf untergebracht. Sie wurde 1879 aufgelassen. Das Renaissanceschloss befindet sich heute in privatem Besitz und beherbergt die Galerie Schloss Weyer, die vor allem Meißener Porzellan präsentiert. | BDA-Hist.: Q1496704 Status: Bescheid Stand der BDA-Liste: 2025-06-30 Name: Schloss Weyer GstNr.: .211, 22/1, 22/2, .6 Schloss Weyer (Gmunden)                                                                               |
| ja   | Datei hochladen | Amtsgebäude der ehem. K.K. Forst- und Domänen-Direktion Gmunden, heute Forstdirektion der Österreichischen Bundesforste HERIS-ID: 95877 Objekt-ID: 111257 | Klosterplatz 1 Standort KG: Traundorf                     | Erbaut wurde das Gebäude 1839 als Salinen- und Forstdirektion, ab 1850 war es die k.k. Salinen- und Domänendirektion. Von 1926 bis 2010 war es Sitz einer Forstdirektion der ÖBf. Seit 2018 ist das Objekt nach entsprechender Restaurierung gemeinsam mit einem modernen Zubau als „haus salzkammergut“ die Zentrale der Raiffeisenbank Salzkammergut. | BDA-Hist.: Q37767010 Status: Bescheid Stand der BDA-Liste: 2025-06-30 Name: Amtsgebäude der ehem. K.K. Forst- und Domänen-Direktion Gmunden, heute Forstdirektion der Österreichischen Bundesforste GstNr.: .72             |
| ja   | Datei hochladen | Nischenbildstock HERIS-ID: 100169 Objekt-ID: 116384 | bei Klosterplatz 1 Standort KG: Traundorf                 | Der Kapellen-Bildstock befindet sich vor dem Stiegenaufgang zur Kapuzinerkirche. Hinter dem schmiedeeisernen Gitter steht eine Madonna mit Kind. Außen schmücken Stuckreliefs die Kapelle, die 1752 von Wolf Adam Großruckher und dessen Frau errichtet wurde. | BDA-Hist.: Q37775512 Status: § 2a Stand der BDA-Liste: 2025-06-30 Name: Nischenbildstock GstNr.: 54 |
| ja   | Datei hochladen | Kapuzinerkloster samt Kirche HERIS-ID: 37880 Objekt-ID: 37290                                                                                             | Klosterplatz 2 Standort KG: Traundorf                     | Gründer des Gmundner Kapuzinerkonvents, dessen Grundsteinlegung 1636 erfolgte, war Kaiser Ferdinand II. Kirche und Kloster wurden architektonisch betont schmucklos gestaltet, um der franziskanischen Lebensweise gerecht zu werden. Besonders beachtenswert ist das Hochaltarbild Maria Heimsuchung, das der Tiroler Barockmaler Philipp Haller 1753 geschaffen hat. | BDA-Hist.: Q25924897 Status: § 2a Stand der BDA-Liste: 2025-06-30 Name: Kapuzinerkloster samt Kirche GstNr.: .68/1, .68/3, .69, 54 Kapuzinerkloster Gmunden                                                                 |
| ja   | Datei hochladen | Brunnen HERIS-ID: 100185 Objekt-ID: 116403 | bei Klosterplatz 3 Standort KG: Traundorf                 | Der Brunnen am Gmundner Klosterplatz wurde 1811 angefertigt und aufgestellt. Er wird mit dem Trinkwasser des Heiligen Bründl gespeist. | BDA-Hist.: Q37775593 Status: § 2a Stand der BDA-Liste: 2025-06-30 Name: Brunnen GstNr.: 223/14 |
| ja   | Datei hochladen | Pestsäule HERIS-ID: 100175 Objekt-ID: 116392 | bei Klosterplatz 3 Standort KG: Traundorf                 | Die Pestsäule beim Kapuzinerkloster wurde 1674 vom Stadtrichter J. G. Vorrig errichtet. Ursprünglicher Standort: Linzer Straße 2. | BDA-Hist.: Q37775536 Status: § 2a Stand der BDA-Liste: 2025-06-30 Name: Pestsäule GstNr.: 54 |
| ja   | Datei hochladen | Karmelitinnenkloster HERIS-ID: 241536 Objekt-ID: 115162                                                                                                   | Klosterplatz 9 Standort KG: Traundorf                     | Das Gmundner Karmelitinnenkloster wurde 1828 vom damaligen Prager Mutterkloster aus gegründet. Die Denkmalanlage umfasst das bis 2022 getrennt geschützte Gästehaus. | BDA-Hist.: Q25991441 Status: Bescheid Stand der BDA-Liste: 2025-06-30 Name: Traundorf - Denkmalanlage Karmelitinnenkloster GstNr.: .59, 38, .58, .366, .367, .368 Karmelitinnenkloster Gmunden                              |
| ja   | Datei hochladen | Freisitz Mühlleiten, ehem. Kurzmühle HERIS-ID: 94122 Objekt-ID: 109255                                                                                    | Kurzmühlgasse 6 Standort KG: Traundorf                    | Der ehemalige Freisitz Mühlleiten, auch „Kurzmühle“ genannt, ist in Privatbesitz und wird als Wohngebäude genutzt. | BDA-Hist.: Q15110947 Status: Bescheid Stand der BDA-Liste: 2025-06-30 Name: Freisitz Mühlleiten, ehem. Kurzmühle GstNr.: .154/1 Freisitz Mühlleiten (Gmunden)                                                               |
| ja   | Datei hochladen | Bürgerhaus, Bäckerhaus HERIS-ID: 37887 Objekt-ID: 37299                                                                                                   | Linzerstraße 3 Standort KG: Traundorf                     | Die heutige Bäckerei wurde als „Bäck im Bruckviertel“ 1869 gegründet. | BDA-Hist.: Q37977663 Status: Bescheid Stand der BDA-Liste: 2025-06-30 Name: Bürgerhaus, Bäckerhaus GstNr.: .123 |
| ja   | Datei hochladen | Bürgerhaus, Ledererhaus HERIS-ID: 37888 Objekt-ID: 37300                                                                                                  | Linzerstraße 5 Standort KG: Traundorf                     | Das Ledererhaus in der Linzer Straße Nr. 5 in Gmunden wurde 1588 erstmals erwähnt. Über mehrere Jahrhunderte hindurch wurde hier das Lederergewerbe ausgeübt. Fassadenschmuck und Fresko stammen aus dem 18. Jahrhundert. | BDA-Hist.: Q37977681 Status: Bescheid Stand der BDA-Liste: 2025-06-30 Name: Bürgerhaus, Ledererhaus GstNr.: .132 |
| ja   | Datei hochladen | Marmorportal und darüber befindliches Hausbild des ehem. Weißgerberhauses HERIS-ID: 94105 Objekt-ID: 109237                                               | Linzerstraße 11 Standort KG: Traundorf                    | | BDA-Hist.: Q37763490 Status: Bescheid Stand der BDA-Liste: 2025-06-30 Name: Marmorportal und darüber befindliches Hausbild des ehem. Weißgerberhauses GstNr.: .135 Linzerstraße 11 (Gmunden)                                |
| ja   | Datei hochladen | Bürgerhaus, Seilerhaus, Färberhaus HERIS-ID: 94119 Objekt-ID: 109252                                                                                      | Linzerstraße 12 Standort KG: Traundorf                    | | BDA-Hist.: Q37763527 Status: Bescheid Stand der BDA-Liste: 2025-06-30 Name: Bürgerhaus, Seilerhaus, Färberhaus GstNr.: .114/1, .114/3, .115                                                                                 |
| ja   | Datei hochladen | Villa Klusemann, Landesmusikschule HERIS-ID: 95869 Objekt-ID: 111248                                                                                      | Linzerstraße 38 Standort KG: Traundorf                    | Die Villa Klusemann wurde nach Plänen des Architekten Hermann Wehrenfennig 1873 erbaut und diente Ernst August II. von Hannover nach seiner Exilierung aus dem Deutschen Reich bis zur Fertigstellung des Schlosses Cumberland im Jahr 1886 als Wohnsitz. | BDA-Hist.: Q37767001 Status: § 2a Stand der BDA-Liste: 2025-06-30 Name: Villa Klusemann, Landesmusikschule GstNr.: .162 |
| ja   | Datei hochladen | Schloss Mühlwang HERIS-ID: 94834 Objekt-ID: 110011 | Linzerstraße 61 Standort KG: Traundorf                    | Das Schloss war Stammsitz der Familie Mühlwanger, die 1305 erstmals urkundlich Erwähnung fand. Das ursprünglich bescheidene Anwesen wurde im 16. Jahrhundert zu einem Schloss ausgebaut. | BDA-Hist.: Q15127741 Status: Bescheid Stand der BDA-Liste: 2025-06-30 Name: Schloss Mühlwang GstNr.: .163/1 Schloss Mühlwang                                                                                                |
| ja   | Datei hochladen | Gedenkstein HERIS-ID: 100177 Objekt-ID: 116394 | bei Schiffslände 7 Standort KG: Traundorf                 | Anlässlich des 60-jährigen Thronjubiläums von Kaiser Franz Joseph I. wurde 1908 an der Gmundner Schiffslände dieser Gedenkstein errichtet. | BDA-Hist.: Q37775546 Status: § 2a Stand der BDA-Liste: 2025-06-30 Name: Gedenkstein GstNr.: 240 |
| ja   | Datei hochladen | Gasthaus, Freisitz Roith HERIS-ID: 94902 Objekt-ID: 110096                                                                                                | Traunsteinstraße 87 Standort KG: Traunstein               | Bereits vor 400 Jahren erwähnt als Eigentum der Freiherren zu Polhaim und Wartenburg wurde es im 16. Jahrhundert von Kaiser Rudolf II. zum Freisitz erhoben. 1968 wurde das Gebäude zum Schlosshotel umgebaut. | BDA-Hist.: Q15127795 Status: Bescheid Stand der BDA-Liste: 2025-06-30 Name: Gasthaus, Freisitz Roith GstNr.: 61/1 Schloss Roith, Gmunden                                                                                    |
| ja   | Datei hochladen | Wegkapelle HERIS-ID: 100170 Objekt-ID: 116385 | neben Weyerstraße 10 Standort KG: Traundorf               | Kapelle in der Nähe des Kinderspielplatzes in Weyer. Inschrift an der bemalten Decke: „Johann und Katharina Kagerer, renoviert 1919“ | BDA-Hist.: Q37775520 Status: § 2a Stand der BDA-Liste: 2025-06-30 Name: Wegkapelle GstNr.: 225/9 Gmunden Wegkapelle Weyerstraße                                                                                             |
| ja   | Datei hochladen | Figurenbildstock, Marienstatue HERIS-ID: 104391 Objekt-ID: 121182                                                                                         | Standort KG: Traundorf                                    | Die Marienstatue an der Marienbrücke wurde vom Ebenseer Künstler Johann Kienesberger angefertigt und 1978 aufgestellt. | BDA-Hist.: Q37800169 Status: § 2a Stand der BDA-Liste: 2025-06-30 Name: Figurenbildstock, Marienstatue GstNr.: 192/56 |

## Ehemalige Denkmäler
| Foto |                 | Denkmal                                                               | Standort                              | Beschreibung | Metadaten |
| ---- | --------------- | --------------------------------------------------------------------- | ------------------------------------- | --- | --- |
| ja   | Datei hochladen | Gästehaus der Karmelitinnen HERIS-ID: 99118 Objekt-ID: 115161bis 2022 | Klosterplatz 8 Standort KG: Traundorf | In diesem ehemaligen Baderhaus kam 1851 Ferdinand Krackowizer, der Verfasser der dreibändigen Geschichte der Stadt Gmunden, zur Welt. Anmerkung: bis 2022 unter diesem Eintrag geschützt, dann unter Denkmalanlage Karmelitinnenkloster subsumiert. | BDA-Hist.: Q37773579 Status: § 2a Stand der BDA-Liste: 2022-07-01 Name: Gästehaus der Karmelitinnen GstNr.: .59 |